# Moritzburger Teiche und Wälder
Moritzburger Teiche und Wälder este o arie protejată (arie specială de conservare — SAC, sit de importanță comunitară — SCI) din Germania întinsă pe o suprafață de 561 ha, integral pe uscat.

## Localizare
Centrul sitului Moritzburger Teiche und Wälder este situat la coordonatele 51°10′32″N 13°39′46″E / 51.1756°N 13.6628°E.

## Înființare
Situl Moritzburger Teiche und Wälder a fost declarat sit de importanță comunitară în iunie 2002 pentru a proteja 10 specii de animale. Situl a fost protejat și ca arie specială de conservare în aprilie 2011.

## Biodiversitate
Situată în ecoregiunea continentală, aria protejată conține 9 habitate naturale: Lacuri eutrofice naturale cu vegetație de tip Magnopotamion sau Hydrocharition, Pajiști cu Molinia pe soluri calcaroase, turboase sau argilos-nămoloase (Molinion caeruleae), Liziere de ierburi înalte hidrofile de câmpie și de nivel montan până la alpin, Fânețe de joasă altitudine (Alopecurus pratensis, Sanguisorba officinalis), Mlaștini turboase de tranziție și turbării mișcătoare, Păduri de fag Luzulo-Fagetum, Păduri de stejar sau de stejar și carpen sub-atlantice și medio-europene de Carpinion betuli, Păduri de stejar și carpen Galio-Carpinetum, Păduri aluvionare cu Alnus glutinosa și Fraxinus excelsior (Alno-Padion, Alnion incanae, Salicion albae).
La baza desemnării sitului se află mai multe specii protejate:
- amfibieni (1): triton cu creastă (Triturus cristatus)
- mamifere (4): liliac cârn (Barbastella barbastellus), castor (Castor fiber), vidră de râu (Lutra lutra), liliac comun (Myotis myotis)
- nevertebrate (4): fluturele-tigru (Callimorpha quadripunctaria), libelule (Leucorrhinia pectoralis), phengaris nausithous (Maculinea nausithous), Osmoderma eremita
- pești (1): țipar (Misgurnus fossilis)